# Aepyornis
Gli Aepyornis sono un genere estinto di giganteschi uccelli vissuti in Madagascar, appartenenti alla famiglia degli uccelli elefante (Aepyornithidae), che comprende anche i Mullerornis, più piccoli, anch'essi estinti.
Si ritiene che fossero tra i più grandi uccelli mai esistiti assieme ai Moa. Potevano misurare fino a 3 m e più d'altezza, per un peso di oltre mezza tonnellata. Le loro uova avevano una circonferenza di oltre 1 metro (un uovo fossile rinvenuto misura 33 cm di diametro) e un'altezza di oltre 30 centimetri, con un peso medio di circa 10–12 kg ; il loro volume di circa 8 litri era 160 volte quello di un uovo di gallina.
Il DNA dell'Aepyornis è stato estratto con successo dai resti di gusci d'uova da un gruppo di ricercatori australiani.

## Descrizione
Si ritiene che l'espressione "uccello elefante" derivi dal Milione di Marco Polo, che parlando del Madagascar riferiva:
Sappiate anche che in quelle isole dove le navi non vanno volentieri per la corrente si trovano, a dire di alcuni, gli uccelli grifoni. Dicono che questi uccelli fanno la loro apparizione solo in certe stagioni dell'anno. Non sono fatti però, come crede la gente dei nostri paesi, e come da noi li fanno raffigurare, per metà uccelli e per metà leoni. Quelli che li hanno visti dicono che per forma somigliano esattamente alle aquile ma sono di grandezza smisurata. E vi dirò che cosa mi hanno detto quelli che li hanno visti e quello che io stesso ho veduto. Dicono che il grifone è così grande e vigoroso da poter afferrare un elefante, sollevarlo in aria a grande altezza e lasciarlo poi cadere in terra in modo da mandarlo a pezzi. Quando l'elefante è così caduto, l'uccello grifone cala su di lui, lo mangia e si pasce della sua carne. Dicono anche, quelli che lo hanno visto, che ha un'ampiezza d'ali di trenta passi e penne lunghe almeno dodici. La grossezza delle penne è proporzionata alla loro lunghezza.
Gli Aepyornis furono molto probabilmente osservati dagli Arabi, che intrattenevano rapporti con le dinastie reali malgasce, e potrebbero essere correlati al mito del Roc (o alle sue evoluzioni più recenti). In malgascio, questi animali venivano chiamati vorompatra, uccelli degli "Ampatri", un toponimo che identificava l'attuale regione di Androy, nel sud dell'isola. In Madagascar, tuttavia, non sono mai stati ritrovati esemplari fossili o viventi di elefanti, ed è dubbio che lo stesso toponimo Madagascar, utilizzato sul finire del XV secolo da Martin Behaim per indicare l'isola, sia in realtà nel Milione una corruzione di Mogadiscio. Inoltre, la descrizione della tecnica predatoria del grifone contrasta col fatto che l'Aepyornis è inadatto al volo.

## Specie

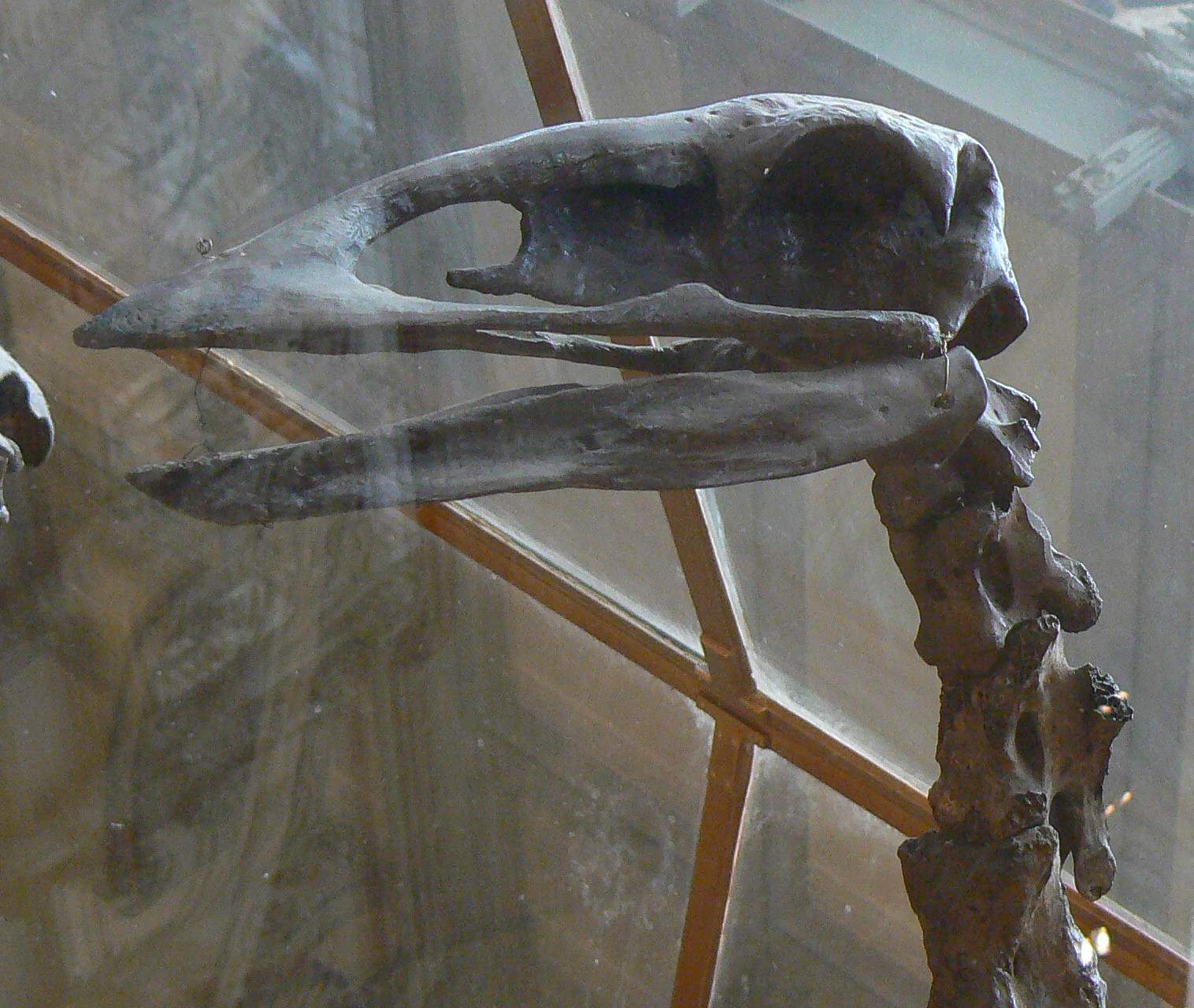
Cranio

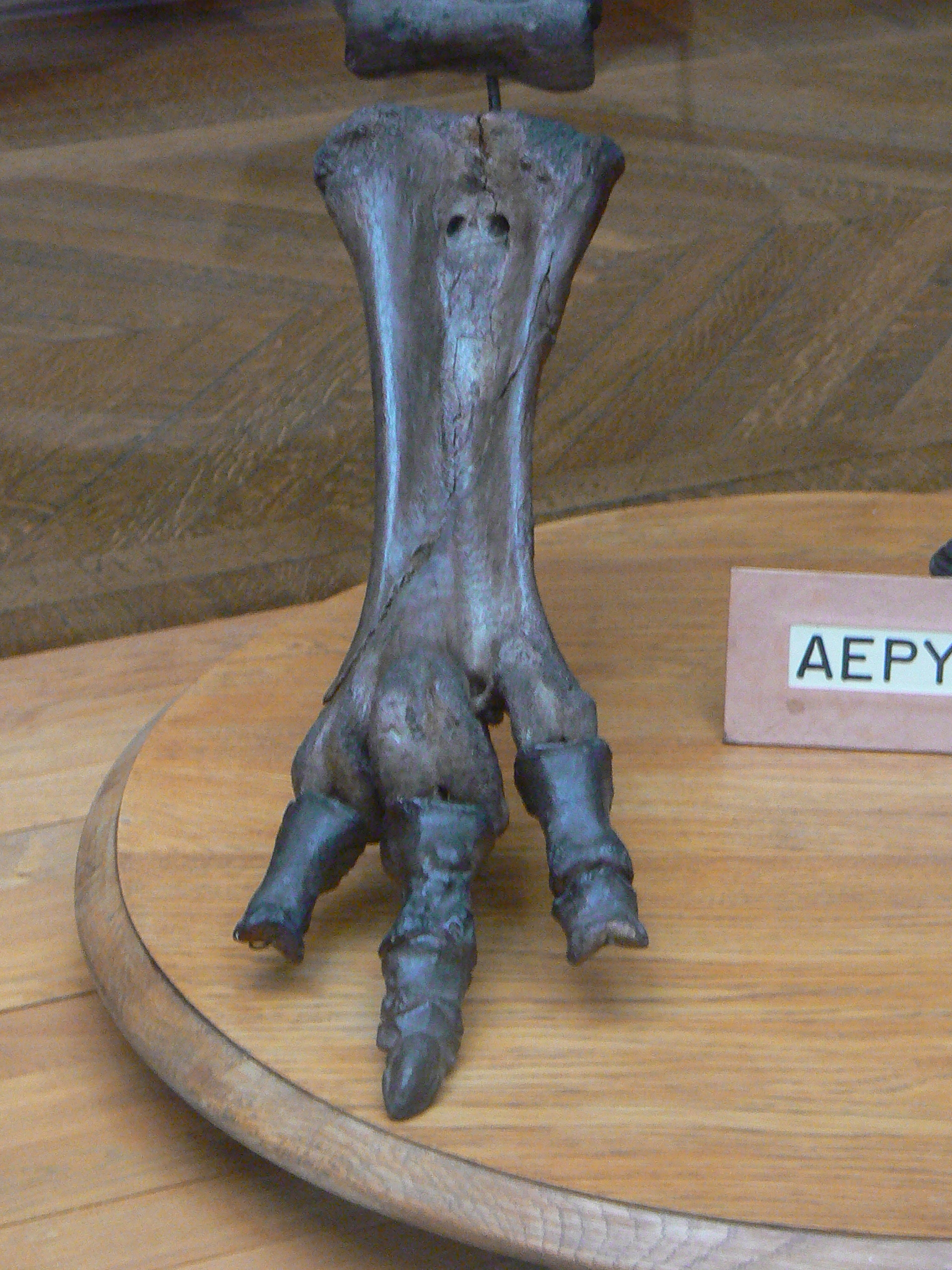
Ossa di una zampa

Quattro sono le specie attualmente ascritte al genere:
- Aepyornis hildebrandti, Burckhardt, 1893 (=Aepyornis mulleri, Milne-Edwards & Grandidier, 1894)
- Aepyornis gracilis (Monnier, 1913)
- Aepyornis medius, Milne-Edwards & Grandidier, 1866 (=Aepyornis grandidieri, Rowley, 1867; Aepyornis cursor, Milne-Edwards & Grandidier, 1894; Aepyornis lentus, Milne-Edwards & Grandidier, 1894)
- Aepyornis maximus, Geoffroy-Saint-Hilaire, 1851 (=Aepyornis modestus, Milne-Edwards & Grandidier, 1869; Aepyornis ingens, Milne-Edwards & Grandidier, 1894; Aepyornis titan, Andrews, 1894)[9]

La validità di queste specie è ancora in fase di discussione, in quanto alcuni autori vorrebbero l'unificazione di tutte le specie a sottospecie di A. maximus.

## Biologia
Non essendo stati ritrovati resti fossili di foresta pluviale in Madagascar, non si può dire con certezza se questi animali amassero (come i casuari) vivere nelle foreste, o se invece (come struzzi, emù e nandù) amassero gli spazi aperti.

L'esistenza di frutti con endocarpo spesso e liscio (come quelli della palma Voanioala gerardii), o con colori rosso-violacei (come quelli di Ravenea louvelii e di Satranala decussilvae) darebbero per buona la prima ipotesi; infatti, un endocarpo liscio e spesso non ferirebbe l'esofago di un eventuale uccello che se ne cibi, né verrebbe danneggiato dai suoi succhi gastrici. Di colore rosso-bluastro, invece, sono anche i frutti di alcune specie di palma di cui si nutrono i casuari.

## Descrizione

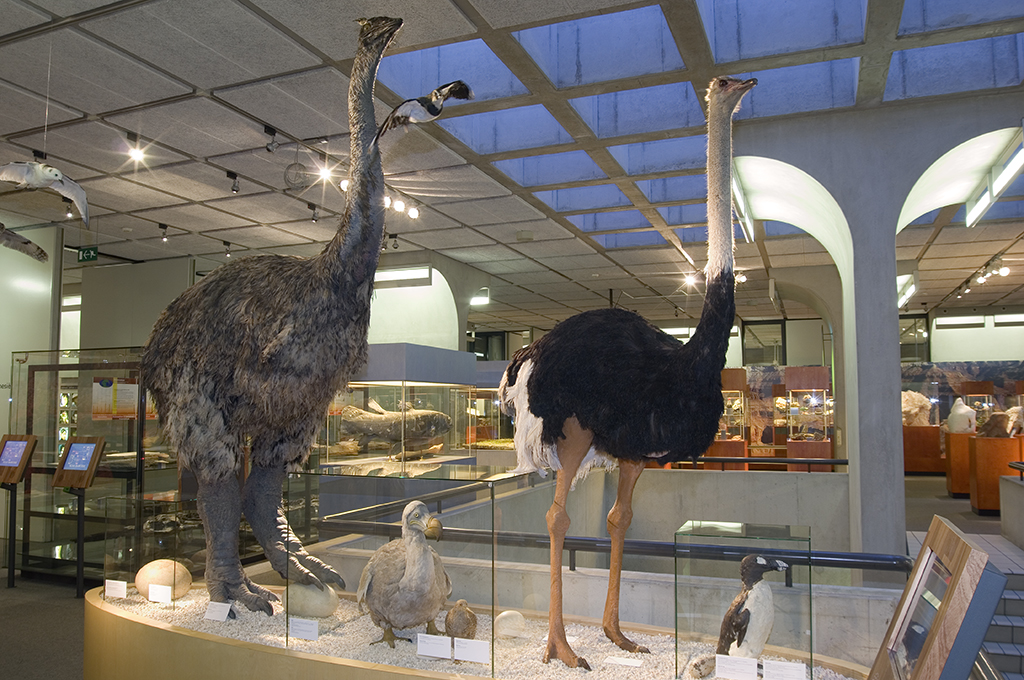
Ricostruzione museale di Aepyornis (sinistra) dodo (al centro) e struzzo imbalsamato

Come i loro parenti ancora viventi, gli Aepyornis erano inadatti al volo, ma le loro ossa non avevano midollo.
Siccome il Madagascar si staccò dal continente africano tempo prima della nascita dei ratiti, si pensa che gli Aepyornis abbiano perso la capacità di volare e raggiunto dimensioni enormi in situ, per un fenomeno di gigantismo insulare; questi animali cominciarono probabilmente a differenziarsi dallo struzzo 85 milioni di anni fa, quando il Gondwana era unito da un istmo all'isola. Tuttavia, il DNA mitocondriale dei resti fossili di quest'animale non è ancora stato sequenziato ed analizzato, quindi al riguardo vi possono essere solo ipotesi.
Il ritrovamento di presunti fossili appartenenti ad Aepyornithidae sulle Isole Canarie orientali hanno ulteriormente infittito il mistero; queste isole, infatti, si erano già staccate dall'Africa quando gli uccelli elefante avrebbero potuto raggiungerle.
Durante le ere glaciali, con l'abbassamento del livello del mare, si sarebbe potuto sviluppare un istmo di terra fra Lanzarote  e la costa africana, che avrebbe potuto consentire a questi grandi uccelli inadatti al volo di raggiungere le isole.
In ogni caso, non si ha notizia dell'evoluzione degli Aepyornis in ambienti al di fuori del Madagascar, quindi si ritiene che i frammenti di uova ritrovati alle Canarie siano appartenuti a grandi uccelli nordafricani ormai estinti, che avrebbero potuto addirittura non essere nemmeno ratiti (Eremopezus, Psammornis, o addirittura dei Pelagornithidae).

## Estinzione
Si è sempre ritenuto che l'estinzione di questi animali sia stata causata da fattori umani, poiché essi erano un tempo diffusi su tutta l'isola, e ovunque abbastanza comuni.
Ricerche recenti hanno scoperto numerosi frammenti di uova di Aepyornis fra le ceneri di fuochi preistorici, segno che tali uova venivano utilizzate come cibo per intere famiglie: non si sa, tuttavia, se anche gli adulti venissero predati, o se su di essi vigesse un tabù ("fady") anche se, dalle analisi su alcuni resti fossili, sono stati rinvenuti chiari segni di macellazione.
La data precisa dell'estinzione di questi grossi uccelli è incerta e per ricavarla non si può fare conto sul folklore locale, nel quale le storie su questi animali si sono propagate per secoli dopo la loro scomparsa.
Oltre alla caccia da parte dell'uomo, all'estinzione di questi colossi avrebbero potuto contribuire le malattie portate dagli uccelli introdotti dall'Africa, come faraone e polli ed i cambiamenti climatici in atto, come la progressiva perdita di umidità del Madagascar nell'Olocene.